# 常城
常城（つねじょう/つねき）は、備後国芦田郡にあった日本の古代山城。城跡の所在地は不明。
記録としては『続日本紀』元正天皇養老3年（719年）12月の条に「備後国安那郡の茨城、葦田郡の常城を停む」とあるのみで、正確な築城時期や位置は明らかとなっていない。

## 所在地調査
広島県内の古代山城および神籠石では唯一地名から場所が推理できる城であり、1967年から1968年に広島県立府中高等学校（府中市）の教諭・豊元国が、顧問を務めていた地歴部部員とともに比定地である福山市新市町金丸および常、府中市本山町に跨る亀ヶ岳（標高539.4メートル）や七ツ池付近を調査し、その遺構を確認したと発表した。しかし、後年比定地付近にあった青目寺跡の発掘調査が実施されると、豊教諭および広島県立府中高等学校地歴部部員による調査との間に矛盾が生じ、確実に常城が福山市・府中市境付近にあったとは言えなくなった。常城比定地は市町村制施行以前から芦田郡に属していた地であること、地名が今日まで残っていること、府中市街地は備後国府比定地であり、市街地化のために発掘調査は困難なものの国府であったことを示す遺物がいくらか出土していることなどからすれば、常城が亀ヶ岳・七ツ池の付近にあるのではないかという推測は依然として成り立つが、明確な遺構は見つかっていない。調査は継続中で、所在地は推定に留まる。